# Sergius Kiriakoff
Sergius Gregory Kiriakoff, född 10 maj 1898 i Chișinău, död 15 januari 1984 i Gent, var en rysk-belgisk lepidopterist.
Kiriakoff studerade först vid Universitetet i Odessa, men skickades av sina föräldrar till Belgien efter första världskriget där han studerade ekonomi vid Universitetet i Gent. 1946 började han att arbeta som kurator vid stadens zoologiska museum. Kiriakoff avlade doktorsexamen i zoologi vid Université Lille Nord de France 1956 och fick professorstitel vid Universitetet i Gent 1964. Han studerade främst fjärilar och undervisade i entomologi fram till 1982, långt efter sin pensionering 1968. 
Auktorsnamnet Kiriakoff kan användas för Sergius Kiriakoff i samband med ett vetenskapligt namn inom zoologin; se Wikipedia-artiklar som länkar till auktorsnamnet.
|  | Wikispecies har information om Sergius Kiriakoff. |